# Schergenamt
Als Schergenamt wird ein historisches Amt bezeichnet, das auf lokaler Ebene seit dem Mittelalter bis zum Ende des Heiligen Römischen Reiches zum Beispiel im Erzstift Salzburg existierte.
Als Schergenämter (kurz: Amt) wurden auch die Ämter der bayerischen Land- und Pflegegerichte bezeichnet. Diese gehörten seit Beginn des 14. Jahrhunderts bis zur Säkularisation 1802 zu den unteren Verwaltungseinheiten und waren zugleich Fundamente der bayerischen Militär-, Gerichts- und Finanzverwaltung. Diese Schergenämter waren auf örtlicher Ebene oftmals noch in Obmannschaften unterteilt.
Der Amtsvorsteher wurde als Scherge bezeichnet.

## Beispiele
- Schergenamt Fridolfing im Pfleggericht Tittmoning des Erzstifts Salzburg
- Schergenamt Obing im Landgericht Kling des Herzogtums Bayern